# Marisa García (Fußballspielerin, 2006)
María Luisa „Marisa“ García Antolín (* 22. Juni 2006 in Madrid) ist eine spanische Fußballspielerin. Zumeist läuft sie als Sturmspitze auf.

## Karriere

### Verein
Marisa García begann ihre Laufbahn mit fünf Jahren beim Madrider Fußballverein Club San Agustín. 2016 wechselte sie in die Jugend von Madrid CFF, wo sie vier Jahre verbringen sollte, ehe sich Marisa 2020, im Alter von 14 Jahren, dem Nachwuchs der neugegründeten Frauenfußballabteilung von Real Madrid anschloss. Am 9. Oktober 2022 bestritt sie ihr erstes Spiel für die in der Segunda Federación vertretene Zweitmannschaft des Klubs, Real Madrid B. In jener Saison brachte es Marisa auf sechs Einsätze und ein Tor für die B-Mannschaft, spielte parallel dazu jedoch auch für die A-Jugend des Klubs. In der Spielzeit 2023/24 wechselte sie dauerhaft in den Kader von Real Madrid B.
Am 23. November 2023 feierte Marisa García in einem Champions-League-Spiel gegen BK Häcken ihr Debüt im Profikader von Real Madrid, nachdem sie in der 82. Minute für Maite Oroz eingewechselt worden war.
Im Sommer 2025 wechselte Marisa García auf Leihbasis zum Erstligisten Deportivo La Coruña.

### Nationalmannschaft
Marisa García debütierte am 12. Januar 2023 in einem Testspiel gegen Deutschland in der U-17-Nationalmannschaft. Mit ihrer Landesauswahl qualifizierte sie sich in der Folge für die Endrunde der Europameisterschaft 2023, wo Spanien erst im Endspiel mit 2:3 gegen Frankreich verlor. Marisa brachte es im Laufe des Turniers auf vier Einsätze und drei Tore. Am 25. Oktober 2023 debütierte sie im Zuge der Qualifikation für die Europameisterschaft 2024 in einem Spiel gegen die Türkei in der U-19-Nationalmannschaft. Im darauffolgenden Sommer stand sie auch im Endrundenkader und konnte mit ihrer Landesauswahl durch ein 2:1 im Finale gegen die Niederlande den Titel erobern. Sie selbst kam bei allen fünf Spielen zum Einsatz und erzielte den 1:0-Führungstreffer im Endspiel. Im Juni 2025 konnte Marisa García den Titel mit ihrer Landesauswahl erfolgreich verteidigen. Im Endspiel wurde Frankreich mit 4:0 bezwungen. Sie kam in allen fünf Spielen der Endrunde zum Einsatz.

### Erfolge und Ehrungen
Nationalmannschaft
- U-19-Europameisterschaft (2): 2024, 2025

Ehrungen
- Torschützenkönigin Segunda Federación: 2023/24 (21 Tore)